# Bój w Głożynach
Bój w Głożynach (Bój pod Głożynami, niem. Festung Glazin) – starcie niemieckiego wojska z oddziałem polskich żołnierzy 20 Pułku Piechoty Ziemi Krakowskiej 6 DP Armii Kraków w Głożynach (obecnie Radlin) w czasie kampanii wrześniowej w dniu 1 września 1939 roku. Obok walk w Rybniku, Żorach i Bożej Górze jedna z potyczek w ramach tzw. "bitwy pszczyńskiej".

## Przed starciem
1 września 1939 roku, ok. godz. 6.00 saperzy 20 Pułku Piechoty, pod dowództwem plut. Stanisława Czubasiewicza doprowadzili do wysadzenia zaminowanego tunelu kolejowego w Rydułtowach, aby utrudnić przedostanie się do rejonu Rybnika niemieckiej opancerzonej drezyny. Po wysadzeniu obiektu, saperzy oraz żołnierze plutonów wartowniczych (por. Tadeusz Kupfer i plut. Jan Debesz) wyruszyli w stronę Rybnika i Pszczyny, do jednostki macierzystej. 

## Przebieg
Wycofujący się żołnierze polscy wraz z ewakuującymi się kolejarzami i pocztowcami napotkali w Niewiadomiu kolumnę niemieckich wozów opancerzonych. Zdecydowali się wtedy wycofać się przez Radlin w kierunku Wodzisławia lub Marklowic. Dzięki pomocy pracowników kopalni "Ignacy" przedostali się do Głożyn, gdzie natrafili czołgi kolumny wojsk niemieckich wraz z grupami zwiadowczymi na motorach. Żołnierze polscy otworzyli ogień do zwiadowców Wehrmachtu. Po stronie polskiej, już w wyniku ostrzału niemieckimi karabinami maszynowymi, zginęło 6 żołnierzy zaś kilkunastu wzięto do niewoli. Ocalała część polskiego plutonu wycofała się w stronę kopalni "Ema".  W pogoń za polskimi żołnierzami ruszyło kilka czołgów niemieckich, ostrzeliwując budynki w okolicy. W niemieckiej prasie walki opisano tytułami "Festung Glazin". Dokładnej liczby poległych po stronie niemieckiej nie podano. Piotr Hojka podaje, że wg dokumentów i relacji straty Niemców wynosiły od kilku rannych do jednego zabitego żołnierza. Autorzy publikacji Radlin. Wypisy do dziejów, powołując się na anonimowych świadków pisali o poległych 10-12 Niemcach, pośpiesznie wywiezionych z miejsca starcia przez Wehrmacht.  Polegli polscy żołnierze zostali pochowani 3 września 1939 roku w zbiorowej mogile w Rydułtowach.

## Upamiętnienie
W 2009 roku, w 70. rocznicę wydarzeń w Głożynach, z inicjatywy miasta Radlin i członków Harcerskiego Kręgu Seniora "Skaut" odsłonięto pamiątkowy obelisk dla upamiętnienia walk Boju w Głożynach. 
Obelisk znajduje się przed Szkołą Podstawową nr 3 w Radlinie.